# Saab 340
Die Saab 340 ist ein von Saab und Fairchild als SF340 gemeinsam entwickeltes Regionalverkehrsflugzeug, das 1983 seinen Erstflug durchführte.

## Geschichte
Ziel der Entwickler war es, ein Flugzeug zu entwerfen, das im Segment der Regionalflugzeuge angesiedelt sein, aber der Konkurrenz in der Geschwindigkeit und im Komfort überlegen sein sollte. Auf Basis der verfügbaren Turbopropantriebe wurde ein Flugzeug entwickelt, das in seinen Ausmaßen den heute üblichen Regionaljets mit Strahltriebwerken ähnlich war.
Nachdem sich Fairchild 1984 aus dem Projekt zurückzogen hatte, wurde die Entwicklung von Saab im schwedischen Linköping alleine fortgesetzt und die Bezeichnung in Saab 340 A geändert. Komponenten wurden in anderen europäischen Ländern gefertigt und zugeliefert. Im Jahre 1989 wurde eine verbesserte Version unter dem Namen Saab 340 B auf den Markt gebracht. Des Weiteren existieren mit der Saab 340AEW Erieye ein militärischer Aufklärer und die Saab 340 SAR. Die Produktion wurde 2005 eingestellt.
Aus der Saab 340 wurde später die gestreckte Version Saab 2000 entwickelt.

## Konstruktion

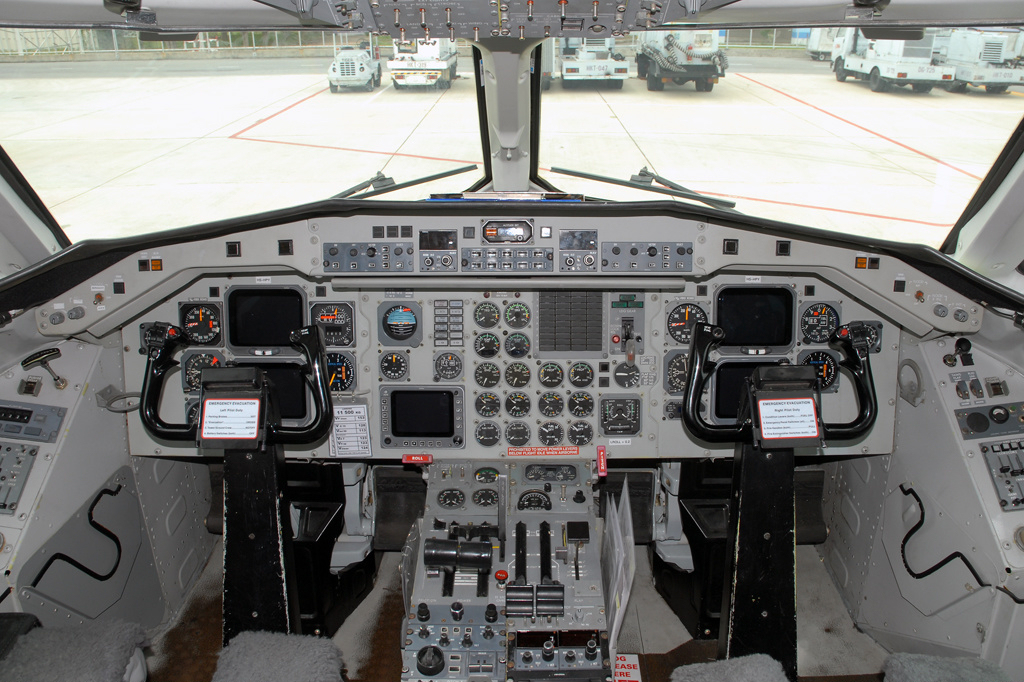
Cockpit einer Saab 340A

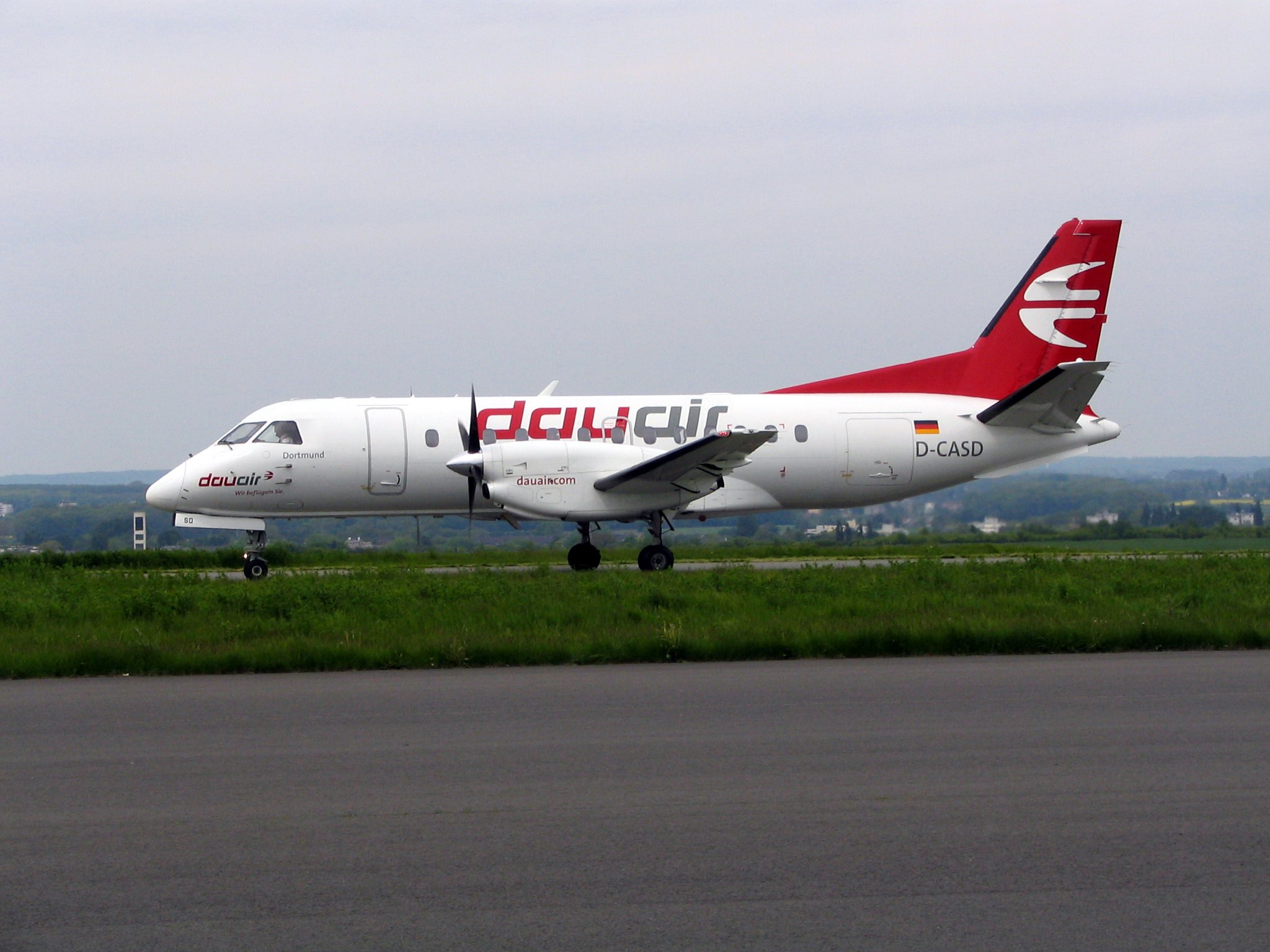
Saab 340 „Dortmund“ der dauair

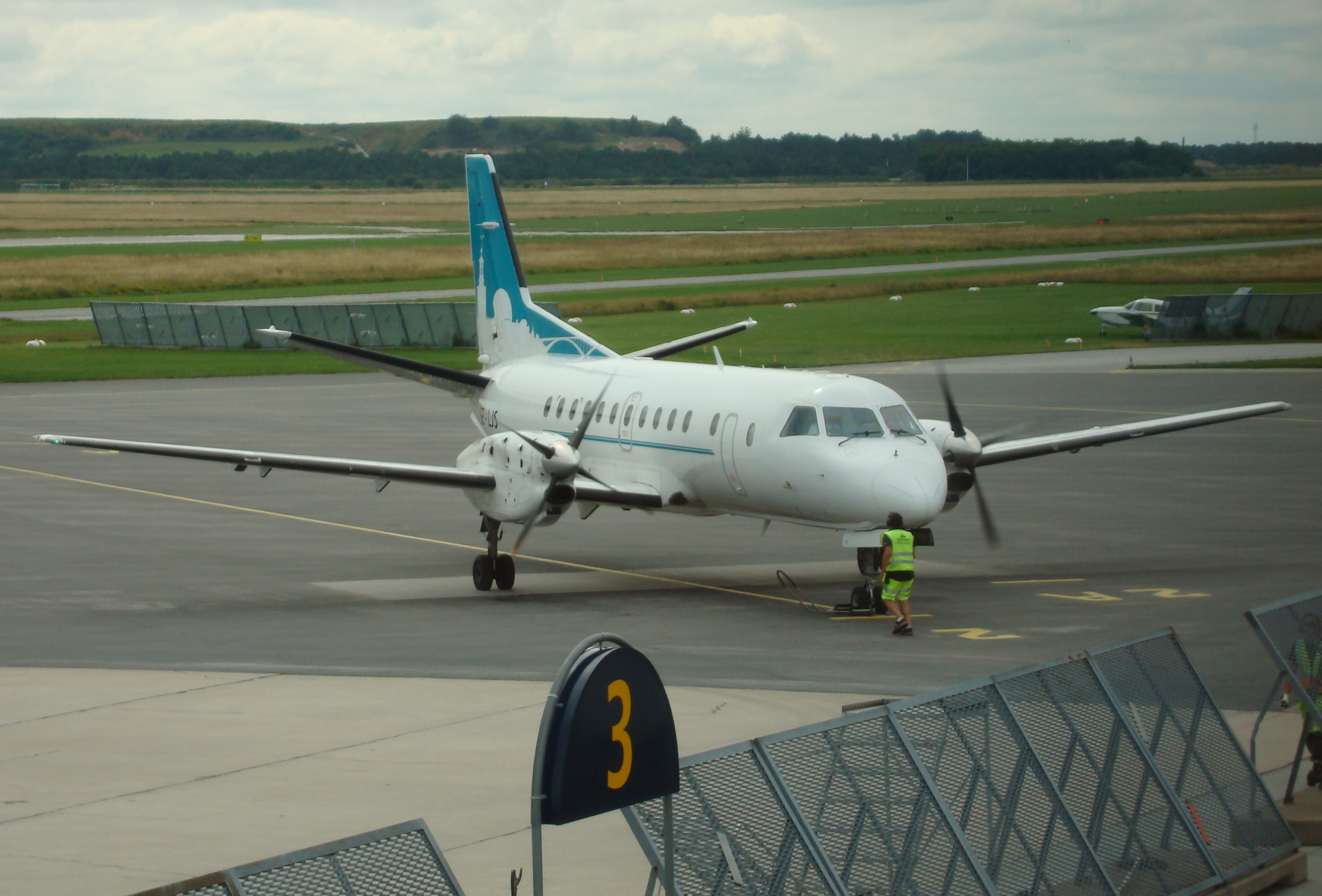
Eine Saab 340 der Gotlandsflyg auf Flugfeld von Visby

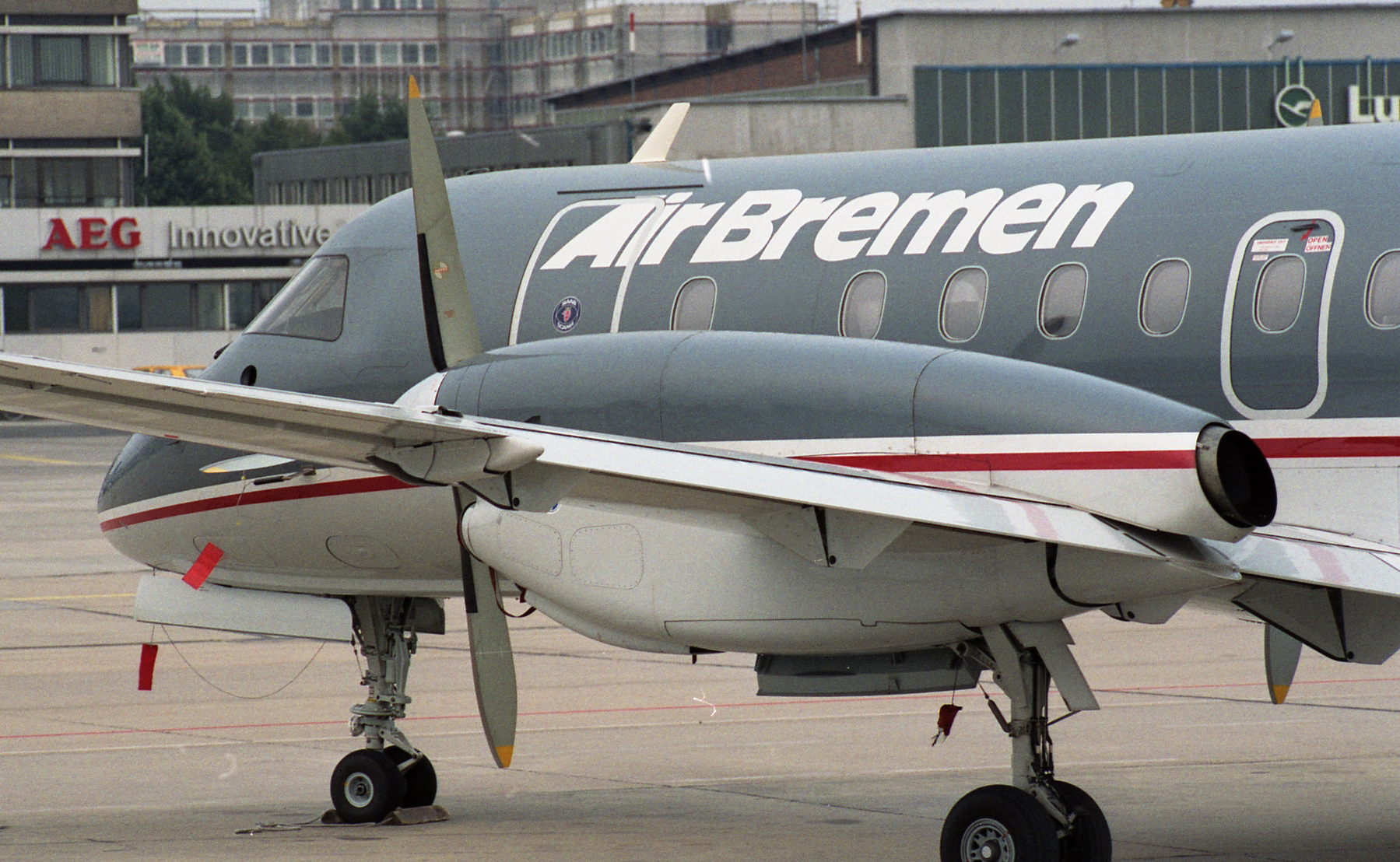
Saab 340 der Air Bremen auf dem Bremer Flughafen

Die Saab 340 ist ein Tiefdecker, der vom äußeren Erscheinungsbild wie ein modernes Mittelstreckenflugzeug aussieht. Das Flugzeug wird von Turboprop-Triebwerken mit vierblättrigen Propellern angetrieben. Sie befördert 30 bis 39 Passagiere und wird vorwiegend in den USA eingesetzt. Die Saab 340 ist mit Druckkabine ausgestattet. Nach einer nichtwissenschaftlichen Umfrage gehört die Saab 340 zu den schönsten Flugzeugen aller Zeiten.

## Versionen
- Saab Fairchild SF-340
- Saab 340A
- Saab 340B
- Saab 340B Plus
- Saab 340B plus SAR-200
- Saab 340QC
- Saab Tp 100 (militärischer Transporter)
- Saab S100E Argus (militärischer Aufklärer zur elektronischen Aufklärung)
- Saab 340AEW Erieye: militärisches AWACS-System zum Preis von rund 100 Millionen Euro pro Stück. Verfügt über ein Radar mit elektronischer Strahlschwenkung, bei welchem die 9 m lange Antenne aus 192 Sende-Empfangs-Modulen (Active Electronically Scanned Array) auf dem Rücken der Maschine angebracht ist. Es soll eine Reichweite von 350 km bei der Erkennung von typischen Kampfflugzeugzielen erreichen. Das System wird für Pakistan auch auf einer Saab 2000 montiert.
- Saab 340 MSA (Maritime Surveillance Aircraft): mit Radarsystem zur Meeresraumüberwachung

## Zivile Nutzer
Eine große Flotte der Saab 340 wird von Regional Express (61 Stück) betrieben. 
In Deutschland wurde die Saab 340 von Air Bremen, Delta Air, Dauair, City-Air, OLT und OLT Express eingesetzt, in Österreich von Fairline und Robin Hood Aviation, in der Schweiz vom Erstkunden Crossair.

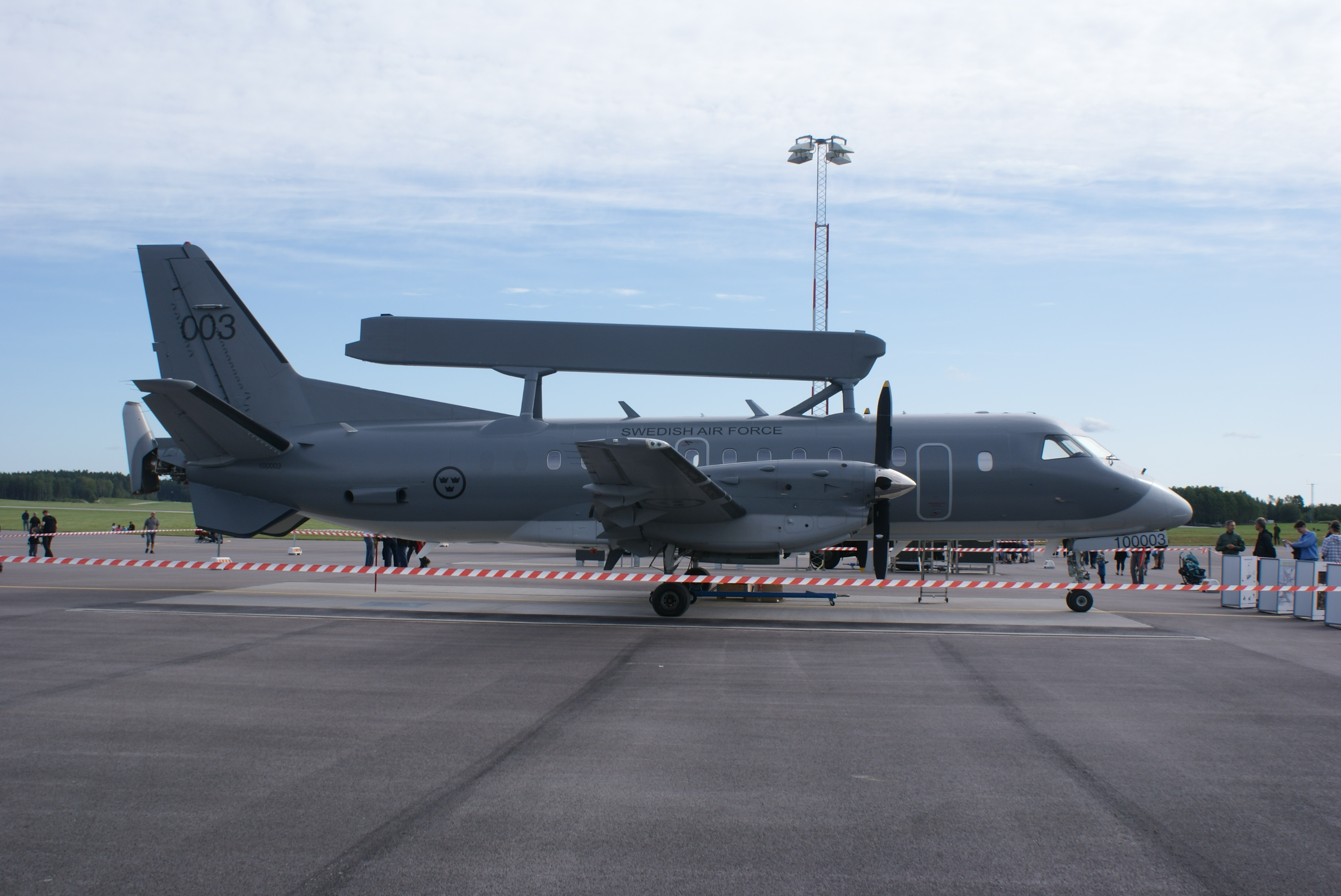
Saab 340 AEW/C der schwedischen Luftwaffe

## Militärische Nutzer
- Polen: Luftstreitkräfte der Republik Polen/Polnische Marine (gemischte Crews)
2 × Saab 340 AEW (Auslieferung 2023/2024)[2]
- Schweden: Schwedische Luftwaffe
9 × (3 × TP 100, 2 × FSR 890, 2 × ASC 890 und 2 × FSR TP)
- Thailand: Royal Thai Air Force
2 × Saab 340B AEW-300 (eine bereits ausgeliefert)
- Vereinigte Arabische Emirate: Luftstreitkräfte der VAE
2 × Saab 340B AEW-300 (bestellt im November 2009)

## Zwischenfälle
Vom Erstflug 1983 bis September 2019 kam es zu insgesamt 20 Totalverlusten der Saab 340. Bei 4 tödlichen Unfällen kamen 48 Menschen ums Leben. Beispiele:
- Am 21. Februar 1990 kam es an einer Saab 340 der Crossair (Luftfahrzeugkennzeichen HB-AHA) durch einen Bedienfehler zum Totalschaden. Ein Trainingskapitän zog das Fahrwerk ein, während die Maschine am Boden stand, so dass das Flugzeug auf den Boden stürzte und irreparabel beschädigt wurde. Er hatte einem auszubildenden Piloten demonstrieren wollen, dass das Fahrwerk am Boden nicht einfahren würde, wobei er sich aber irrte. Der Ausbilder war Kapitän des am 24. November 2001 in den Boden geflogenen Avro RJ100 HB-IXM (siehe auch Crossair-Flug 3597).[4]

- Am 4. April 1994 stürzte eine Saab 340B der KLM Cityhopper (PH-KSH) auf einem Flug für KLM beim Durchstarten auf dem Flughafen Amsterdam Schiphol ab. Die Maschine war auf dem Weg von Amsterdam nach Cardiff, als wegen eines Kurzschlusses eine Kontrollleuchte des Triebwerköldrucks aufleuchtete. Noch vor der Benutzung der Checkliste fuhr der Kapitän das rechte Triebwerk in den Leerlauf. Nach dem Durchgehen der Checkliste wurde beschlossen, den Flug fortzusetzen, der Kapitän vergaß jedoch, das heruntergefahrene Triebwerk wieder normal zu betreiben. Schließlich kehrten die Piloten doch nach Amsterdam um. Als sich der Kapitän dort zum Durchstarten entschied, rollte die Maschine unmittelbar vor der Landebahn mit 80° nach rechts und stürzte ab. Dabei kamen drei Personen ums Leben, 9 Insassen wurden verletzt. Grund war das Fehlverhalten der Piloten, welche den Propeller des vermeintlich beschädigten Triebwerks nicht in Segelstellung brachten (siehe auch KLM-Flug 433).[5]

- Am 10. Januar 2000 stürzte eine Saab 340 der schweizerischen Fluggesellschaft Crossair (HB-AKK) kurz nach dem Start in Zürich ab. Alle zehn Insassen wurden getötet (siehe auch Crossair-Flug 498).[6]

- Am 18. Mai 2011 stürzte eine mit 19 Passagieren, zwei Piloten und einer Stewardess besetzte Saab 340 der argentinischen Fluggesellschaft Sol Líneas Aéreas (LV-CEJ) in der argentinischen Provinz Río Negro ab. Sie befand sich auf einem Inlandsflug von der Stadt Neuquén nach Comodoro Rivadavia am Atlantik. Alle Insassen kamen bei dem Absturz ums Leben (siehe auch Sol-Líneas-Aéreas-Flug 5428).[7][8]

- Am 2. Januar 2015 gelang es den Piloten einer Saab 340B der britischen Loganair (G-LGNL) beim Start auf dem Flughafen Stornoway (Äußere Hebriden, Schottland) nicht, das Flugzeug bei starkem Seitenwind auf der Bahn zu halten. Auch nachdem die Maschine schon die Startbahn verlassen hatte und über Gras und eine geschlossene Bahn raste, ließ der Kapitän die Schubhebel auf Vollgas stehen und zog sie erst zurück, nachdem bereits das Bugfahrwerk zusammengebrochen war. Die 29 Insassen, 3 Besatzungsmitglieder und 26 Passagiere, überlebten den Totalschaden der Maschine.[9]

## Technische Daten
| Kenngröße             | Daten                                                   |
| --------------------- | ------------------------------------------------------- |
| Besatzung             | 3                                                       |
| Passagiere            | 33–37                                                   |
| Länge                 | 19,73 m                                                 |
| Spannweite            | 21,44 m                                                 |
| Höhe                  | 6,97 m                                                  |
| Startmasse            | 12.925 kg                                               |
| Leermasse             | 8.530 kg                                                |
| Höchstgeschwindigkeit | 271 kt (502 km/h)                                       |
| Dienstgipfelhöhe      | 25.000 ft (7620 m)                                      |
| Reichweite            | 1.730 km                                                |
| Triebwerke            | 2×General Electric CT7-9A/9B                            |
| Propeller             | Dowty Rotor oder Hamilton Standard (Durchmesser 3,35 m) |